# Neotanais pfaffioides
Neotanais pfaffioides är en kräftdjursart som beskrevs av Lang 1968. Neotanais pfaffioides ingår i släktet Neotanais och familjen Neotanaidae. Inga underarter finns listade i Catalogue of Life.